# Hrabstwo Venango
Hrabstwo Venango (ang. Venango County) – hrabstwo w USA, w stanie Pensylwania. Według danych z 2000 roku hrabstwo miało 57565 mieszkańców.